# مکلورتامین
مکلورتامین  (به انگلیسی: Mechlorethamine) با فرمول شیمیایی C
۵NH
۱۱Cl
۲ یک ترکیب شیمیایی با شناسه پاب‌کم ۴۰۳۳ است. که جرم مولی آن 156.054 g mol−۱ می‌باشد. 